# هاسفيك
هاسفيك (بالنرويجية: Hasvik)‏ هي بلدية في مقاطعة فينمارك، النرويج. المركز الإداري للبلدية هي قرية برايفيكبوتن. من بين القرى الأخرى في البلدية برايفيك، وهاسفيك، وسورفار.

## المناخ
يظهر الجدول التالي التغييرات المناخية على مدار السنة لهاسفيك:
| البيانات المناخية لـهاسفيك                 | البيانات المناخية لـهاسفيك | البيانات المناخية لـهاسفيك | البيانات المناخية لـهاسفيك | البيانات المناخية لـهاسفيك | البيانات المناخية لـهاسفيك | البيانات المناخية لـهاسفيك | البيانات المناخية لـهاسفيك | البيانات المناخية لـهاسفيك | البيانات المناخية لـهاسفيك | البيانات المناخية لـهاسفيك | البيانات المناخية لـهاسفيك | البيانات المناخية لـهاسفيك | البيانات المناخية لـهاسفيك |
| الشهر                                      | يناير                      | فبراير                     | مارس                       | أبريل                      | مايو                       | يونيو                      | يوليو                      | أغسطس                      | سبتمبر                     | أكتوبر                     | نوفمبر                     | ديسمبر                     | المعدل السنوي              |
| ------------------------------------------ | -------------------------- | -------------------------- | -------------------------- | -------------------------- | -------------------------- | -------------------------- | -------------------------- | -------------------------- | -------------------------- | -------------------------- | -------------------------- | -------------------------- | -------------------------- |
| المتوسط اليومي °م (°ف)                     | −2.8 (27.0)                | −2.8 (27.0)                | −1.8 (28.8)                | 0.6 (33.1)                 | 4.4 (39.9)                 | 8.3 (46.9)                 | 11.5 (52.7)                | 10.9 (51.6)                | 7.5 (45.5)                 | 3.6 (38.5)                 | 0.3 (32.5)                 | −1.8 (28.8)                | 3.2 (37.8)                 |
| الهطول مم (إنش)                            | 73 (2.9)                   | 68 (2.7)                   | 57 (2.2)                   | 55 (2.2)                   | 47 (1.9)                   | 48 (1.9)                   | 55 (2.2)                   | 63 (2.5)                   | 70 (2.8)                   | 102 (4.0)                  | 84 (3.3)                   | 88 (3.5)                   | 810 (31.9)                 |
| المصدر: Norwegian Meteorological Institute |                            |                            |                            |                            |                            |                            |                            |                            |                            |                            |                            |                            |                            |